# Statul Edo
Edo este un stat  în Nigeria. Reședința sa este orașul Benin City.